# رونالد مراد كوهن
رونالد مُراد كوهن (بالإنجليزية: Ronald Mourad Cohen) هو مدير وشخصية أعمال ورائد أعمال ومستثمر وسياسي بريطاني وأمريكي من اصل سوري، ولد في 1 أغسطس 1945 بالقاهرة في مصر. حزبياً، نشط في حزب العمال.

## وصلات خارجية
- الموقع الرسمي